# Premiership Rugby (2006/2007)
English Premiership 2006/2007 – dwudziesta edycja Premiership, najwyższego poziomu rozgrywek w rugby union w Anglii. Organizowane przez Rugby Football Union zawody odbyły się w dniach 02 września 2006 – 12 maja 2007 roku, a tytułu bronił zespół Sale Sharks.
Rozgrywki toczyły się w pierwszej fazie systemem ligowym w okresie jesień-wiosna, a czołowa czwórka awansowała do półfinałów. Tytuł mistrzowski zdobył zespół Leicester Tigers.

## Faza grupowa
| 2 września 200614:00 | London Irish                           | 20:19(8:9) | Harlequins                                | Twickenham Stadium Londyn Widzów: 51960 Sędzia: David Rose |
| 2 września 200614:00 | Riki Flutey 15 (dg 4K) Topsy Ojo 5 (P) | 20:19(8:9) | Adrian Jarvis 14 (pd 4K) Ceri Jones 5 (P) | Twickenham Stadium Londyn Widzów: 51960 Sędzia: David Rose |
| 2 września 200614:00 | Juan Manuel Leguizamón                 | 20:19(8:9) | Stuart Abbott                             | Twickenham Stadium Londyn Widzów: 51960 Sędzia: David Rose |

| 2 września 200615:00 | Gloucester                                                  | 24:19(12:6) | Bath                                       | Kingsholm Stadium, Gloucester Widzów: 12500 Sędzia: Sean Davey |
| 2 września 200615:00 | Jack Adams 5 (P) Olly Morgan 5 (P) Willie Walker 14 (pd 4K) | 24:19(12:6) | Danny Grewcock 10 (2P) Olly Barkley 9 (3K) | Kingsholm Stadium, Gloucester Widzów: 12500 Sędzia: Sean Davey |
| 2 września 200615:00 | Michael Stephenson · Steve Borthwick                        | 24:19(12:6) |                                            | Kingsholm Stadium, Gloucester Widzów: 12500 Sędzia: Sean Davey |

| 2 września 200615:00 | Worcester Warriors                   | 11:41(11:18) | Bristol | Sixways Stadium, Worcester Widzów: 9620 Sędzia: Dave Pearson |
| 2 września 200615:00 | Phil Murphy 5 (P) Shane Drahm 6 (2K) | 11:41(11:18) | Craig Morgan 5 (P) Gareth Llewellyn 5 (P) Jason Strange 16 (2pd 4K) Lee Robinson 10 (2P) Shaun Perry 5 (P) | Sixways Stadium, Worcester Widzów: 9620 Sędzia: Dave Pearson |
| 2 września 200615:00 | Chris Horsman                        | 11:41(11:18) | Matt Salter                                                                                                | Sixways Stadium, Worcester Widzów: 9620 Sędzia: Dave Pearson |

| 2 września 200616:20 | Saracens                                   | 19:21(16:15) | London Wasps                                                | Twickenham Stadium Londyn Widzów: 51960 Sędzia: Roy Maybank |
| 2 września 200616:20 | Ben Johnston 5 (P) Glen Jackson 14 (pd 4K) | 19:21(16:15) | Ayoola Erinle 5 (P) Dave Walder 11 (pd 3K) Tom Palmer 5 (P) | Twickenham Stadium Londyn Widzów: 51960 Sędzia: Roy Maybank |
| 2 września 200616:20 | Kevin Yates                                | 19:21(16:15) | Dan Leo                                                     | Twickenham Stadium Londyn Widzów: 51960 Sędzia: Roy Maybank |

| 3 września 200613:45 | Northampton Saints                                                                | 25:23(13:6) | Newcastle Falcons                                                  | Franklin’s Gardens, Northampton Widzów: 13520 Sędzia: Rob Debney |
| 3 września 200613:45 | Ben Cohen 5 (P) Bruce Reihana 10 (2pd 2K) David Quinlan 5 (P) Mark Robinson 5 (P) | 25:23(13:6) | Anthony Elliott 5 (P) Ben Woods 5 (P) Jonny Wilkinson 13 (P pd 2K) | Franklin’s Gardens, Northampton Widzów: 13520 Sędzia: Rob Debney |

| 3 września 200616:00 | Leicester Tigers                                                                  | 35:23(12:16) | Sale Sharks                                         | Welford Road, Leicester Widzów: 16815 Sędzia: Tony Spreadbury |
| 3 września 200616:00 | Andy Goode 15 (3pd 3K) Geordan Murphy 5 (P) Louis Deacon 5 (P) Martin Corry 5 (P) | 35:23(12:16) | Charlie Hodgson 18 (P 2pd 3K) Sebastien Bruno 5 (P) | Welford Road, Leicester Widzów: 16815 Sędzia: Tony Spreadbury |
| 3 września 200616:00 | Chris Jones                                                                       | 35:23(12:16) |                                                     | Welford Road, Leicester Widzów: 16815 Sędzia: Tony Spreadbury |

| 8 września 200619:45 | London Wasps                                                 | 23:17(14:8) | London Irish                           | Adams Park, High Wycombe Widzów: 7203 Sędzia: Sean Davey |
| 8 września 200619:45 | Alex King 12 (4K) Jeremy Staunton 6 (dg K) Josh Lewsey 5 (P) | 23:17(14:8) | Riki Flutey 12 (dg 3K) Topsy Ojo 5 (P) | Adams Park, High Wycombe Widzów: 7203 Sędzia: Sean Davey |
| 8 września 200619:45 | Rob Hoadley                                                  | 23:17(14:8) | Danie Coetzee                          | Adams Park, High Wycombe Widzów: 7203 Sędzia: Sean Davey |

| 8 września 200620:00 | Newcastle Falcons                                                                          | 20:19(3:16) | Worcester Warriors                         | Kingston Park, Newcastle upon Tyne Widzów: 6654 Sędzia: Tony Spreadbury |
| 8 września 200620:00 | Jonny Wilkinson 3 (K) Robbie Morris 5 (P) Tim Visser 5 (P) Toby Flood 2 (pd) Tom May 5 (P) | 20:19(3:16) | Marcel Garvey 5 (P) Shane Drahm 14 (pd 4K) | Kingston Park, Newcastle upon Tyne Widzów: 6654 Sędzia: Tony Spreadbury |
| 8 września 200620:00 | Chris Horsman · Kai Horstmann                                                              | 20:19(3:16) |                                            | Kingston Park, Newcastle upon Tyne Widzów: 6654 Sędzia: Tony Spreadbury |

| 9 września 200614:00 | Sale Sharks                                                        | 32:20(22:10) | Northampton Saints                                          | Edgeley Park, Stockport Widzów: 9418 Sędzia: David Rose |
| 9 września 200614:00 | Charlie Hodgson 22 (2pd 2dg 4K) Magnus Lund 5 (P) Mark Cueto 5 (P) | 32:20(22:10) | Bruce Reihana 5 (pd K) Paul Tupai 5 (P) Sean Lamont 10 (2P) | Edgeley Park, Stockport Widzów: 9418 Sędzia: David Rose |
| 9 września 200614:00 | Magnus Lund                                                        | 32:20(22:10) | Paul Tupai                                                  | Edgeley Park, Stockport Widzów: 9418 Sędzia: David Rose |

| 9 września 200614:15 | Bath | 43:25(17:22) | Leicester Tigers                                          | The Recreation Ground, Bath Widzów: 10600 Sędzia: Dave Pearson |
| 9 września 200614:15 | Chris Malone 3 (K) Joe Maddock 5 (P) Nick Abendanon 5 (P) Olly Barkley 20 (pd 6K) Steve Borthwick 5 (P) Zak Feauʻnati 5 (P) | 43:25(17:22) | Andy Goode 17 (pd 5K) Sam Vesty 3 (dg) Scott Bemand 5 (P) | The Recreation Ground, Bath Widzów: 10600 Sędzia: Dave Pearson |
| 9 września 200614:15 | Danny Grewcock | 43:25(17:22) | Dan Hipkiss · Louis Deacon · Martin Castrogiovanni        | The Recreation Ground, Bath Widzów: 10600 Sędzia: Dave Pearson |

| 9 września 200615:00 | Harlequins                                                    | 21:31(16:6) | Gloucester                                                                              | Twickenham Stoop, Londyn Widzów: 9497 Sędzia: Roy Maybank |
| 9 września 200615:00 | Andrew Mehrtens 11 (pd 3K) Ceri Jones 5 (P) Simon Keogh 5 (P) | 21:31(16:6) | James Forrester 5 (P) Olivier Azam 5 (P) Peter Richards 5 (P) Willie Walker 16 (2pd 4K) | Twickenham Stoop, Londyn Widzów: 9497 Sędzia: Roy Maybank |

| 10 września 200615:00 | Bristol                                                     | 13:13 | Saracens                                       | Memorial Stadium, Bristol Widzów: 9100 Sędzia: Chris White |
| 10 września 200615:00 | Darren Crompton 5 (P) Jason Strange 3 (K) Shaun Perry 5 (P) | 13:13 | Dan Scarbrough 8 (P dg) Glen Jackson 5 (pd dg) | Memorial Stadium, Bristol Widzów: 9100 Sędzia: Chris White |

| 15 września 200620:00 | Worcester Warriors                               | 13:25(3:15) | Sale Sharks                                                                     | Sixways Stadium, Worcester Widzów: 9432 Sędzia: Martin Fox |
| 15 września 200620:00 | Aisea Havili Kaufusi 5 (P) Shane Drahm 8 (pd 2K) | 13:25(3:15) | Charlie Hodgson 10 (2pd 2K) Chris Bell 5 (P) Jason White 5 (P) Mark Cueto 5 (P) | Sixways Stadium, Worcester Widzów: 9432 Sędzia: Martin Fox |
| 15 września 200620:00 | Chris Jones                                      | 13:25(3:15) |                                                                                 | Sixways Stadium, Worcester Widzów: 9432 Sędzia: Martin Fox |

| 16 września 200613:30 | Northampton Saints                                                                                 | 33:18(21:10) | Bath                                                                 | Franklin’s Gardens, Northampton Widzów: 13186 Sędzia: Wayne Barnes |
| 16 września 200613:30 | Bruce Reihana 13 (2pd 3K) Carlos Spencer 5 (P) Robbie Kydd 5 (P) Sean Lamont 5 (P) Tom Smith 5 (P) | 33:18(21:10) | Andrew Higgins 5 (P) Michael Stephenson 5 (P) Olly Barkley 8 (pd 2K) | Franklin’s Gardens, Northampton Widzów: 13186 Sędzia: Wayne Barnes |
| 16 września 200613:30 | Danny Grewcock · Zak Feauʻnati                                                                     | 33:18(21:10) |                                                                      | Franklin’s Gardens, Northampton Widzów: 13186 Sędzia: Wayne Barnes |

| 16 września 200614:45 | London Irish                          | 11:23(11:3) | Bristol                                                       | Madejski Stadium, Reading Widzów: 7650 Sędzia: Rob Debney |
| 16 września 200614:45 | Kieran Roche 5 (P) Riki Flutey 6 (2K) | 11:23(11:3) | David Lemi 5 (P) Jason Strange 13 (2pd 3K) Lee Robinson 5 (P) | Madejski Stadium, Reading Widzów: 7650 Sędzia: Rob Debney |
| 16 września 200614:45 | Danie Coetzee                         | 11:23(11:3) | Dave Hilton                                                   | Madejski Stadium, Reading Widzów: 7650 Sędzia: Rob Debney |

| 16 września 200615:00 | Leicester Tigers                                          | 27:27(16:9) | Gloucester                                                                               | Welford Road, Leicester Widzów: 16815 Sędzia: Tony Spreadbury |
| 16 września 200615:00 | Andy Goode 17 (pd 5K) Dan Hipkiss 5 (P) Seru Rabeni 5 (P) | 27:27(16:9) | Anthony Allen 5 (P) Brad Davies 3 (K) James Forrester 5 (P) Willie Walker 14 (pd 2dg 2K) | Welford Road, Leicester Widzów: 16815 Sędzia: Tony Spreadbury |

| 17 września 200615:00 | London Wasps                                                                                                   | 42:23(20:11) | Harlequins                                                                   | Adams Park, High Wycombe Widzów: 7340 Sędzia: Dave Pearson |
| 17 września 200615:00 | Alex King 2 (pd) Dan Leo 5 (P) Dave Walder 15 (3pd 3K) John Hart 5 (P) Paul Sackey 10 (2P) Peter Bracken 5 (P) | 42:23(20:11) | Adrian Jarvis 8 (pd 2K) Hal Luscombe 5 (P) Nick Easter 5 (P) Ugo Monye 5 (P) | Adams Park, High Wycombe Widzów: 7340 Sędzia: Dave Pearson |
| 17 września 200615:00 | Andre Vos · Hal Luscombe · Paul Volley                                                                         | 42:23(20:11) |                                                                              | Adams Park, High Wycombe Widzów: 7340 Sędzia: Dave Pearson |

| 17 września 200615:00 | Saracens | 44:20(23:15) | Newcastle Falcons                                                                        | Vicarage Road, Watford Widzów: 7213 Sędzia: Ashley Rowden |
| 17 września 200615:00 | Ben Russell 5 (P) Glen Jackson 19 (5pd 3K) Kevin Sorrell 5 (P) Kevin Yates 5 (P) Matt Cairns 5 (P) Shane Byrne 5 (P) | 44:20(23:15) | James Grindal 5 (P) Jamie Noon 5 (P) Matt Burke 3 (K) Tim Visser 5 (P) Toby Flood 2 (pd) | Vicarage Road, Watford Widzów: 7213 Sędzia: Ashley Rowden |
| 17 września 200615:00 | Hugh Vyvyan · Thomas Castaignede                                                                                     | 44:20(23:15) | Mike McCarthy                                                                            | Vicarage Road, Watford Widzów: 7213 Sędzia: Ashley Rowden |

| 22 września 200619:45 | Sale Sharks                                                                                      | 34:26(19:9) | Saracens                                                       | Edgeley Park, Stockport Widzów: 9537 Sędzia: Wayne Barnes |
| 22 września 200619:45 | Charlie Hodgson 19 (2pd 5K) Juan Martín Fernández Lobbe 5 (P) Mark Cueto 5 (P) Mark Taylor 5 (P) | 34:26(19:9) | Ben Johnston 5 (P) Glen Jackson 16 (P pd 3K) Rodd Penney 5 (P) | Edgeley Park, Stockport Widzów: 9537 Sędzia: Wayne Barnes |
| 22 września 200619:45 | Richard Wigglesworth                                                                             | 34:26(19:9) | Ben Johnston · Cobus Visagie · Matt Cairns                     | Edgeley Park, Stockport Widzów: 9537 Sędzia: Wayne Barnes |

| 22 września 200620:00 | Newcastle Falcons                                             | 21:26(13:20) | London Irish                            | Kingston Park, Newcastle upon Tyne Widzów: 6060 Sędzia: Martin Fox |
| 22 września 200620:00 | Mark Mayerhofler 5 (P) Matt Burke 11 (pd 3K) Tim Visser 5 (P) | 21:26(13:20) | Barry Everitt 21 (7K) Riki Flutey 5 (P) | Kingston Park, Newcastle upon Tyne Widzów: 6060 Sędzia: Martin Fox |
| 22 września 200620:00 | David Wilson                                                  | 21:26(13:20) |                                         | Kingston Park, Newcastle upon Tyne Widzów: 6060 Sędzia: Martin Fox |

| 23 września 200614:15 | Bath                                                       | 17:11(6:6) | Worcester Warriors                   | The Recreation Ground, Bath Widzów: 10140 Sędzia: Ashley Rowden |
| 23 września 200614:15 | Nick Walshe 5 (P) Olly Barkley 6 (2K) Shaun Berne 6 (dg K) | 17:11(6:6) | Aleki Lutui 5 (P) Shane Drahm 6 (2K) | The Recreation Ground, Bath Widzów: 10140 Sędzia: Ashley Rowden |
| 23 września 200614:15 | Chris Horsman · Pat Sanderson                              | 17:11(6:6) |                                      | The Recreation Ground, Bath Widzów: 10140 Sędzia: Ashley Rowden |

| 23 września 200615:00 | Gloucester                                                                           | 28:7(10:7) | Northampton Saints                     | Kingsholm Stadium, Gloucester Widzów: 11159 Sędzia: Sean Davey |
| 23 września 200615:00 | Andy Hazell 5 (P) Jack Adams 5 (P) James Forrester 5 (P) Ludovic Mercier 13 (2pd 3K) | 28:7(10:7) | David Quinlan 5 (P) Robbie Kydd 2 (pd) | Kingsholm Stadium, Gloucester Widzów: 11159 Sędzia: Sean Davey |
| 23 września 200615:00 | Luke Myring · Paul Tupai                                                             | 28:7(10:7) |                                        | Kingsholm Stadium, Gloucester Widzów: 11159 Sędzia: Sean Davey |

| 23 września 200618:15 | Harlequins            | 15:21(9:5) | Leicester Tigers                                            | Twickenham Stoop, Londyn Widzów: 10164 Sędzia: Chris White |
| 23 września 200618:15 | Adrian Jarvis 15 (5K) | 15:21(9:5) | Paul Burke 11 (pd 3K) Scott Bemand 5 (P) Tom Varndell 5 (P) | Twickenham Stoop, Londyn Widzów: 10164 Sędzia: Chris White |
| 23 września 200618:15 | Will Skinner          | 15:21(9:5) |                                                             | Twickenham Stoop, Londyn Widzów: 10164 Sędzia: Chris White |

| 24 września 200615:00 | Bristol                                                                                                | 26:21(12:12) | London Wasps                                                    | Memorial Stadium, Bristol Widzów: 11200 Sędzia: Roy Maybank |
| 24 września 200615:00 | Dan Ward-Smith 5 (P) Darren Crompton 5 (P) David Lemi 5 (P) Jason Strange 6 (3pd) Josh Taumalolo 5 (P) | 26:21(12:12) | Dave Walder 5 (pd K) Jeremy Staunton 6 (2K) Paul Sackey 10 (2P) | Memorial Stadium, Bristol Widzów: 11200 Sędzia: Roy Maybank |
| 24 września 200615:00 | Peter Bracken · Simon Shaw                                                                             | 26:21(12:12) |                                                                 | Memorial Stadium, Bristol Widzów: 11200 Sędzia: Roy Maybank |

| 13 października 200620:00 | Worcester Warriors                                                 | 24:33(14:10) | Gloucester                                                                    | Sixways Stadium, Worcester Widzów: 10197 Sędzia: Dave Pearson |
| 13 października 200620:00 | Dale Rasmussen 5 (P) Shane Drahm 14 (P 3pd K) Thomas Lombard 5 (P) | 24:33(14:10) | Anthony Allen 5 (P) Iain Balshaw 5 (P) Jack Adams 5 (P) Ryan Lamb 18 (3pd 4K) | Sixways Stadium, Worcester Widzów: 10197 Sędzia: Dave Pearson |
| 13 października 200620:00 | Kai Horstmann                                                      | 24:33(14:10) | James Forrester · Peter Buxton                                                | Sixways Stadium, Worcester Widzów: 10197 Sędzia: Dave Pearson |

| 14 października 200615:00 | Northampton Saints                   | 10:15(5:12) | Leicester Tigers   | Franklin’s Gardens, Northampton Widzów: 13564 Sędzia: Chris White |
| 14 października 200615:00 | Mark Robinson 5 (P) Paul Tupai 5 (P) | 10:15(5:12) | Andy Goode 15 (5K) | Franklin’s Gardens, Northampton Widzów: 13564 Sędzia: Chris White |
| 14 października 200615:00 | Vaughan Going                        | 10:15(5:12) | Dan Hipkiss        | Franklin’s Gardens, Northampton Widzów: 13564 Sędzia: Chris White |

| 15 października 200614:00 | London Wasps                                                                                                 | 35:15(25:12) | Newcastle Falcons                                      | Adams Park, High Wycombe Widzów: 7440 Sędzia: Tony Spreadbury |
| 15 października 200614:00 | Dan Leo 5 (P) Jeremy Staunton 10 (2pd 2K) Josh Lewsey 5 (P) Paul Sackey 5 (P) Tom Rees 5 (P) Tom Voyce 5 (P) | 35:15(25:12) | Jamie Noon 5 (P) Mathew Tait 5 (P) Toby Flood 5 (pd K) | Adams Park, High Wycombe Widzów: 7440 Sędzia: Tony Spreadbury |
| 15 października 200614:00 | Peter Bracken                                                                                                | 35:15(25:12) | Jason Oakes                                            | Adams Park, High Wycombe Widzów: 7440 Sędzia: Tony Spreadbury |

| 15 października 200615:00 | Bristol                                                                                            | 33:20(21:8) | Harlequins                                                             | Memorial Stadium, Bristol Widzów: 10136 Sędzia: David Rose |
| 15 października 200615:00 | Alex Clarke 5 (P) David Lemi 10 (2P) Jason Strange 6 (3pd) Josh Taumalolo 2 (pd) Shaun Perry 5 (P) | 33:20(21:8) | Adrian Jarvis 5 (pd K) Andre Vos 5 (P) Tani Fuga 5 (P) Ugo Monye 5 (P) | Memorial Stadium, Bristol Widzów: 10136 Sędzia: David Rose |
| 15 października 200615:00 | Jason Strange                                                                                      | 33:20(21:8) | Chris Halaʻufia · Nick Easter                                          | Memorial Stadium, Bristol Widzów: 10136 Sędzia: David Rose |

| 15 października 200615:00 | London Irish                                                           | 14:31(7:24) | Sale Sharks                                                                               | Madejski Stadium, Reading Widzów: 9102 Sędzia: Wayne Barnes |
| 15 października 200615:00 | Barry Everitt 4 (2pd) Sailosi Tagicakibau 5 (P) Steffon Armitage 5 (P) | 14:31(7:24) | Charlie Hodgson 11 (4pd K) Mark Cueto 5 (P) Mark Taylor 5 (P) Oriol Ripol Fortuny 10 (2P) | Madejski Stadium, Reading Widzów: 9102 Sędzia: Wayne Barnes |
| 15 października 200615:00 | Danie Coetzee                                                          | 14:31(7:24) | Sebastien Chabal                                                                          | Madejski Stadium, Reading Widzów: 9102 Sędzia: Wayne Barnes |

| 15 października 200615:00 | Saracens | 55:23(23:16) | Bath                                                                                     | Vicarage Road, Watford Widzów: 7214 Sędzia: Sean Davey |
| 15 października 200615:00 | Ben Johnston 5 (P) Glen Jackson 23 (4pd dg 4K) Kameli Ratuvou 5 (P) Kevin Yates 5 (P) Matt Cairns 5 (P) Rodd Penney 10 (2P) Ross Laidlaw 2 (pd) | 55:23(23:16) | Jonny Fa'amatuainu 5 (P) Nick Abendanon 5 (P) Olly Barkley 11 (pd 3K) Shaun Berne 2 (pd) | Vicarage Road, Watford Widzów: 7214 Sędzia: Sean Davey |
| 15 października 200615:00 | Rob Hawkins | 55:23(23:16) |                                                                                          | Vicarage Road, Watford Widzów: 7214 Sędzia: Sean Davey |

| 3 listopada 200619:45 | Sale Sharks                                  | 18:12(12:6) | London Wasps                              | Edgeley Park, Stockport Widzów: 10417 Sędzia: Chris White |
| 3 listopada 200619:45 | Daniel Larrechea 15 (dg 4K) Lee Thomas 3 (K) | 18:12(12:6) | Dave Walder 3 (dg) Jeremy Staunton 9 (3K) | Edgeley Park, Stockport Widzów: 10417 Sędzia: Chris White |

| 3 listopada 200620:00 | Newcastle Falcons                                                                      | 26:21(23:6) | Bristol                                                          | Kingston Park, Newcastle upon Tyne Widzów: 6140 Sędzia: Wayne Barnes |
| 3 listopada 200620:00 | Brent Wilson 5 (P) Jonny Wilkinson 11 (pd dg 2K) Mathew Tait 5 (P) Matt Thompson 5 (P) | 26:21(23:6) | Dan Ward-Smith 5 (P) Jason Strange 11 (pd 3K) Lee Robinson 5 (P) | Kingston Park, Newcastle upon Tyne Widzów: 6140 Sędzia: Wayne Barnes |

| 4 listopada 200614:15 | Bath                                     | 17:21(14:6) | London Irish                                                               | The Recreation Ground, Bath Widzów: 10600 Sędzia: Roy Maybank |
| 4 listopada 200614:15 | Chris Malone 12 (4K) Zak Feauʻnati 5 (P) | 17:21(14:6) | Barry Everitt 11 (pd 3K) Juan Manuel Leguizamón 5 (P) Robbie Russell 5 (P) | The Recreation Ground, Bath Widzów: 10600 Sędzia: Roy Maybank |
| 4 listopada 200614:15 | David Barnes · Peter Short               | 17:21(14:6) | Bob Casey · David Paice · Neal Hatley                                      | The Recreation Ground, Bath Widzów: 10600 Sędzia: Roy Maybank |

| 4 listopada 200615:00 | Leicester Tigers | 40:21(23:0) | Worcester Warriors                                                        | Welford Road, Leicester Widzów: 16766 Sędzia: Sean Davey |
| 4 listopada 200615:00 | Brett Deacon 5 (P) Dan Hipkiss 5 (P) Jordan Crane 5 (P) Martin Castrogiovanni 5 (P) Paul Burke 10 (2pd 2K) Shane Jennings 5 (P) Tom Varndell 5 (P) | 40:21(23:0) | Aleki Lutui 5 (P) Lee Best 5 (P) Shane Drahm 6 (3pd) Simon Whatling 5 (P) | Welford Road, Leicester Widzów: 16766 Sędzia: Sean Davey |
| 4 listopada 200615:00 | Gavin Hickie | 40:21(23:0) |                                                                           | Welford Road, Leicester Widzów: 16766 Sędzia: Sean Davey |

| 4 listopada 200615:00 | Harlequins                                                           | 34:19(13:6) | Northampton Saints                                          | Twickenham Stoop, Londyn Widzów: 11354 Sędzia: Tony Spreadbury |
| 4 listopada 200615:00 | Adrian Jarvis 19 (P 4pd 2K) Andy Gomarsall 5 (P) Simon Keogh 10 (2P) | 34:19(13:6) | Carlos Spencer 9 (3K) Mark Robinson 5 (P) Sean Lamont 5 (P) | Twickenham Stoop, Londyn Widzów: 11354 Sędzia: Tony Spreadbury |

| 4 listopada 200617:45 | Gloucester                                                      | 21:12(18:9) | Saracens             | Kingsholm Stadium, Gloucester Widzów: 10052 Sędzia: David Rose |
| 4 listopada 200617:45 | Ludovic Mercier 3 (K) Rudi Keil 10 (2P) Willie Walker 8 (pd 2K) | 21:12(18:9) | Glen Jackson 12 (4K) | Kingsholm Stadium, Gloucester Widzów: 10052 Sędzia: David Rose |
| 4 listopada 200617:45 | Adam Eustace · James Bailey · Rudi Keil                         | 21:12(18:9) | Richard Haughton     | Kingsholm Stadium, Gloucester Widzów: 10052 Sędzia: David Rose |

| 10 listopada 200619:45 | Bristol            | 15:9(6:6) | Sale Sharks                | Memorial Stadium, Bristol Widzów: 10753 Sędzia: Sean Davey |
| 10 listopada 200619:45 | David Hill 15 (5K) | 15:9(6:6) | Daniel Larrechea 9 (dg 2K) | Memorial Stadium, Bristol Widzów: 10753 Sędzia: Sean Davey |
| 10 listopada 200619:45 | Chris Jones        | 15:9(6:6) |                            | Memorial Stadium, Bristol Widzów: 10753 Sędzia: Sean Davey |

| 10 listopada 200619:45 | Newcastle Falcons | 3:14(3:14) | Harlequins                                                   | Kingston Park, Newcastle upon Tyne Widzów: 10004 Sędzia: Chris White |
| 10 listopada 200619:45 | Matt Burke 3 (K)  | 3:14(3:14) | Adrian Jarvis 4 (2pd) David Strettle 5 (P) Nick Easter 5 (P) | Kingston Park, Newcastle upon Tyne Widzów: 10004 Sędzia: Chris White |

| 10 listopada 200620:00 | London Irish                           | 11:22(8:12) | Gloucester                                                                              | Madejski Stadium, Reading Widzów: 9880 Sędzia: Dave Pearson |
| 10 listopada 200620:00 | Barry Everitt 6 (2K) Riki Flutey 5 (P) | 11:22(8:12) | James Bailey 5 (P) James Simpson-Daniel 5 (P) Rory Lawson 5 (P) Willie Walker 7 (2pd K) | Madejski Stadium, Reading Widzów: 9880 Sędzia: Dave Pearson |

| 11 listopada 200615:00 | Worcester Warriors                                                 | 18:23(8:13) | Northampton Saints                                                  | Sixways Stadium, Worcester Widzów: 9240 Sędzia: Martin Fox |
| 11 listopada 200615:00 | Aisea Havili Kaufusi 5 (P) Shane Drahm 8 (pd 2K) Tom Harding 5 (P) | 18:23(8:13) | Carlos Spencer 8 (pd 2K) Mark Robinson 5 (P) Steve Thompson 10 (2P) | Sixways Stadium, Worcester Widzów: 9240 Sędzia: Martin Fox |
| 11 listopada 200615:00 | Craig Gillies                                                      | 18:23(8:13) |                                                                     | Sixways Stadium, Worcester Widzów: 9240 Sędzia: Martin Fox |

| 12 listopada 200615:00 | London Wasps | 47:18(20:3) | Bath                                                                   | Adams Park, High Wycombe Widzów: 7309 Sędzia: David Rose |
| 12 listopada 200615:00 | Danny Cipriani 5 (P) Dave Walder 7 (2pd K) Edd Thrower 20 (4P) Fraser Waters 5 (P) Mark van Gisbergen 10 (P pd K) | 47:18(20:3) | Chris Malone 8 (pd 2K) James Scaysbrook 5 (P) Michael Stephenson 5 (P) | Adams Park, High Wycombe Widzów: 7309 Sędzia: David Rose |

| 12 listopada 200615:00 | Saracens                                       | 22:16(16:6) | Leicester Tigers                         | Vicarage Road, Watford Widzów: 8895 Sędzia: Roy Maybank |
| 12 listopada 200615:00 | Glen Jackson 17 (pd 5K) Richard Haughton 5 (P) | 22:16(16:6) | Andy Goode 10 (P pd K) Paul Burke 6 (2K) | Vicarage Road, Watford Widzów: 8895 Sędzia: Roy Maybank |
| 12 listopada 200615:00 | Leon Lloyd                                     | 22:16(16:6) |                                          | Vicarage Road, Watford Widzów: 8895 Sędzia: Roy Maybank |

| 17 listopada 200619:45 | Harlequins                                                        | 20:6(10:6) | Worcester Warriors | Twickenham Stoop, Londyn Widzów: 9833 Sędzia: Wayne Barnes |
| 17 listopada 200619:45 | Adrian Jarvis 10 (2pd 2K) David Strettle 5 (P) Hal Luscombe 5 (P) | 20:6(10:6) | Shane Drahm 6 (2K) | Twickenham Stoop, Londyn Widzów: 9833 Sędzia: Wayne Barnes |
| 17 listopada 200619:45 | Chris Horsman                                                     | 20:6(10:6) |                    | Twickenham Stoop, Londyn Widzów: 9833 Sędzia: Wayne Barnes |

| 17 listopada 200619:45 | Sale Sharks                               | 18:26(12:16) | Newcastle Falcons                                            | Edgeley Park, Stockport Widzów: 9340 Sędzia: Andrew Small |
| 17 listopada 200619:45 | Daniel Larrechea 15 (5K) Lee Thomas 3 (K) | 18:26(12:16) | James Hoyle 5 (P) Matt Burke 16 (2pd 4K) Mike McCarthy 5 (P) | Edgeley Park, Stockport Widzów: 9340 Sędzia: Andrew Small |
| 17 listopada 200619:45 | Stuart Turner                             | 18:26(12:16) | Andy Perry · Ben Woods                                       | Edgeley Park, Stockport Widzów: 9340 Sędzia: Andrew Small |

| 18 listopada 200613:00 | Northampton Saints                                             | 13:35(7:21) | Saracens                                                                                            | Franklin’s Gardens, Northampton Widzów: 13356 Sędzia: Sean Davey |
| 18 listopada 200613:00 | Carlos Spencer 2 (pd) Johnny Howard 6 (2K) Vaughan Going 5 (P) | 13:35(7:21) | Andy Farrell 5 (P) Ben Skirving 10 (2P) Glen Jackson 10 (5pd) Hugh Vyvyan 5 (P) Kevin Sorrell 5 (P) | Franklin’s Gardens, Northampton Widzów: 13356 Sędzia: Sean Davey |

| 18 listopada 200614:45 | Leicester Tigers                               | 26:18(10:9) | London Irish           | Welford Road, Leicester Widzów: 16815 Sędzia: Ashley Rowden |
| 18 listopada 200614:45 | Ian Humphreys 16 (2pd 4K) Tom Varndell 10 (2P) | 26:18(10:9) | Shane Geraghty 18 (6K) | Welford Road, Leicester Widzów: 16815 Sędzia: Ashley Rowden |

| 18 listopada 200615:00 | Gloucester                                                      | 27:21(9:10) | London Wasps                                                     | Kingsholm Stadium, Gloucester Widzów: 12500 Sędzia: Martin Fox |
| 18 listopada 200615:00 | Anthony Allen 5 (P) James Bailey 5 (P) Willie Walker 17 (pd 5K) | 27:21(9:10) | James Haskell 5 (P) Joe Ward 5 (P) Mark van Gisbergen 11 (pd 3K) | Kingsholm Stadium, Gloucester Widzów: 12500 Sędzia: Martin Fox |
| 18 listopada 200615:00 | Alex Brown                                                      | 27:21(9:10) | Johnny O’Connor                                                  | Kingsholm Stadium, Gloucester Widzów: 12500 Sędzia: Martin Fox |

| 18 listopada 200617:30 | Bath                 | 12:19(6:6) | Bristol                                  | The Recreation Ground, Bath Widzów: 10600 Sędzia: Roy Maybank |
| 18 listopada 200617:30 | Olly Barkley 12 (4K) | 12:19(6:6) | David Hill 14 (pd 4K) Lee Robinson 5 (P) | The Recreation Ground, Bath Widzów: 10600 Sędzia: Roy Maybank |

| 24 listopada 200619:45 | Bristol                                                   | 14:12(11:9) | Gloucester            | Memorial Stadium, Bristol Widzów: 11916 Sędzia: Rob Debney |
| 24 listopada 200619:45 | David Hill 6 (dg K) Jason Strange 3 (dg) Mark Regan 5 (P) | 14:12(11:9) | Willie Walker 12 (4K) | Memorial Stadium, Bristol Widzów: 11916 Sędzia: Rob Debney |
| 24 listopada 200619:45 | Rob Higgitt                                               | 14:12(11:9) |                       | Memorial Stadium, Bristol Widzów: 11916 Sędzia: Rob Debney |

| 24 listopada 200619:45 | Sale Sharks                                   | 17:12(14:3) | Harlequins            | Edgeley Park, Stockport Widzów: 8616 Sędzia: Ashley Rowden |
| 24 listopada 200619:45 | Daniel Larrechea 12 (dg 3K) Magnus Lund 5 (P) | 17:12(14:3) | Adrian Jarvis 12 (4K) | Edgeley Park, Stockport Widzów: 8616 Sędzia: Ashley Rowden |

| 25 listopada 200612:30 | Bath                                       | 20:14(13:6) | Newcastle Falcons                               | The Recreation Ground, Bath Widzów: 10600 Sędzia: Sean Davey |
| 25 listopada 200612:30 | Dave Ward 5 (P) Olly Barkley 15 (P 2pd 2K) | 20:14(13:6) | Joe Shaw 5 (P) Matt Burke 6 (2K) Tom May 3 (dg) | The Recreation Ground, Bath Widzów: 10600 Sędzia: Sean Davey |
| 25 listopada 200612:30 | Ben Woods                                  | 20:14(13:6) |                                                 | The Recreation Ground, Bath Widzów: 10600 Sędzia: Sean Davey |

| 26 listopada 200614:00 | Saracens                                           | 17:20(17:3) | Worcester Warriors                                                              | Vicarage Road, Watford Widzów: 5027 Sędzia: David Rose |
| 26 listopada 200614:00 | Glen Jackson 12 (P 2pd K) Thomas Castaignede 5 (P) | 17:20(17:3) | Gavin Quinnell 5 (P) James Brown 3 (K) Shane Drahm 7 (2pd dg) Tom Harding 5 (P) | Vicarage Road, Watford Widzów: 5027 Sędzia: David Rose |

| 26 listopada 200615:00 | London Irish | 40:5(22:0) | Northampton Saints  | Madejski Stadium, Reading Widzów: 7400 Sędzia: Roy Maybank |
| 26 listopada 200615:00 | Delon Armitage 5 (P) Justin Bishop 5 (P) Mike Catt 8 (P dg) Paul Hodgson 5 (P) Shane Geraghty 12 (3pd 2K) Topsy Ojo 5 (P) | 40:5(22:0) | Mark Robinson 5 (P) | Madejski Stadium, Reading Widzów: 7400 Sędzia: Roy Maybank |
| 26 listopada 200615:00 | Dylan Hartley | 40:5(22:0) |                     | Madejski Stadium, Reading Widzów: 7400 Sędzia: Roy Maybank |

| 26 listopada 200615:00 | London Wasps                                | 13:19(10:10) | Leicester Tigers                              | Adams Park, High Wycombe Widzów: 9500 Sędzia: David Rose |
| 26 listopada 200615:00 | Alex King 8 (P dg) Jeremy Staunton 5 (pd K) | 13:19(10:10) | Ian Humphreys 14 (pd 4K) Shane Jennings 5 (P) | Adams Park, High Wycombe Widzów: 9500 Sędzia: David Rose |
| 26 listopada 200615:00 | Peter Bracken                               | 13:19(10:10) | James Buckland · Luke Abraham                 | Adams Park, High Wycombe Widzów: 9500 Sędzia: David Rose |

| 22 grudnia 200619:45 | Bath                    | 18:16(9:10) | Sale Sharks                            | The Recreation Ground, Bath Widzów: 10300 Sędzia: Ashley Rowden |
| 22 grudnia 200619:45 | Chris Malone 18 (dg 5K) | 18:16(9:10) | Chris Bell 5 (P) Lee Thomas 11 (pd 3K) | The Recreation Ground, Bath Widzów: 10300 Sędzia: Ashley Rowden |
| 22 grudnia 200619:45 | Sebastien Chabal        | 18:16(9:10) |                                        | The Recreation Ground, Bath Widzów: 10300 Sędzia: Ashley Rowden |

| 22 grudnia 200619:45 | Leicester Tigers | 43:15(22:3) | Bristol                                   | Welford Road, Leicester Widzów: 16815 Sędzia: Tony Spreadbury |
| 22 grudnia 200619:45 | Dan Hipkiss 5 (P) Ian Humphreys 12 (P 2pd K) Jordan Crane 5 (P) Louis Deacon 5 (P) Paul Burke 6 (3pd) Shane Jennings 5 (P) Tom Varndell 5 (P) | 43:15(22:3) | David Lemi 10 (2P) Jason Strange 5 (pd K) | Welford Road, Leicester Widzów: 16815 Sędzia: Tony Spreadbury |
| 22 grudnia 200619:45 | Matt Cornwell | 43:15(22:3) | Jason Strange · Mariano Sambucetti        | Welford Road, Leicester Widzów: 16815 Sędzia: Tony Spreadbury |

| 22 grudnia 200619:45 | Harlequins                                                   | 16:20(6:12) | Saracens                                                                               | Twickenham Stoop, Londyn Widzów: 10103 Sędzia: Sean Davey |
| 22 grudnia 200619:45 | Adrian Jarvis 9 (3K) Andrew Mehrtens 2 (pd) Mike Brown 5 (P) | 16:20(6:12) | Ben Skirving 5 (P) Glen Jackson 5 (pd K) Kameli Ratuvou 5 (P) Thomas Castaignede 5 (P) | Twickenham Stoop, Londyn Widzów: 10103 Sędzia: Sean Davey |
| 22 grudnia 200619:45 | Mike Brown                                                   | 16:20(6:12) |                                                                                        | Twickenham Stoop, Londyn Widzów: 10103 Sędzia: Sean Davey |

| 22 grudnia 200620:00 | Northampton Saints                       | 8:6(3:6) | London Wasps              | Franklin’s Gardens, Northampton Widzów: 13484 Sędzia: David Rose |
| 22 grudnia 200620:00 | Carlos Spencer 3 (K) Daniel Browne 5 (P) | 8:6(3:6) | Mark van Gisbergen 6 (2K) | Franklin’s Gardens, Northampton Widzów: 13484 Sędzia: David Rose |
| 22 grudnia 200620:00 | Steve Thompson                           | 8:6(3:6) | Phil Vickery              | Franklin’s Gardens, Northampton Widzów: 13484 Sędzia: David Rose |

| 22 grudnia 200620:00 | Worcester Warriors                               | 14:16(9:13) | London Irish                             | Sixways Stadium, Worcester Widzów: 9382 Sędzia: Roy Maybank |
| 22 grudnia 200620:00 | Aisea Havili Kaufusi 5 (P) Shane Drahm 9 (dg 2K) | 14:16(9:13) | Barry Everitt 11 (pd 3K) Topsy Ojo 5 (P) | Sixways Stadium, Worcester Widzów: 9382 Sędzia: Roy Maybank |

| 26 grudnia 200615:00 | London Irish                                                                           | 26:25(18:10) | Leicester Tigers                                                                                  | Madejski Stadium, Reading Widzów: 13380 Sędzia: David Rose |
| 26 grudnia 200615:00 | Barry Everitt 3 (K) Shane Geraghty 13 (P pd 2K) Steffon Armitage 5 (P) Topsy Ojo 5 (P) | 26:25(18:10) | Alesana Tuilagi 5 (P) Andy Goode 5 (pd K) Johne Murphy 5 (P) Lewis Moody 5 (P) Martin Corry 5 (P) | Madejski Stadium, Reading Widzów: 13380 Sędzia: David Rose |

| 26 grudnia 200615:00 | London Wasps | 33:12(19:0) | Gloucester                                                | Adams Park, High Wycombe Widzów: 10000 Sędzia: Wayne Barnes |
| 26 grudnia 200615:00 | Alex King 6 (3pd) Danny Cipriani 2 (pd) James Haskell 5 (P) Paul Sackey 5 (P) Tom Palmer 10 (2P) Tom Voyce 5 (P) | 33:12(19:0) | Anthony Allen 5 (P) Mike Tindall 2 (pd) Rory Lawson 5 (P) | Adams Park, High Wycombe Widzów: 10000 Sędzia: Wayne Barnes |
| 26 grudnia 200615:00 | Tom Voyce | 33:12(19:0) | Carlos Nieto                                              | Adams Park, High Wycombe Widzów: 10000 Sędzia: Wayne Barnes |

| 26 grudnia 200615:00 | Newcastle Falcons                                                                            | 40:25(21:25) | Sale Sharks                                                                                             | Kingston Park, Newcastle upon Tyne Widzów: 8574 Sędzia: Martin Fox |
| 26 grudnia 200615:00 | Anthony Elliott 5 (P) John Rudd 5 (P) Mathew Tait 5 (P) Toby Flood 20 (4pd 4K) Tom May 5 (P) | 40:25(21:25) | Chris Bell 5 (P) Chris Mayor 10 (2P) Lee Thomas 3 (K) Richard Wigglesworth 2 (pd) Sebastien Bruno 5 (P) | Kingston Park, Newcastle upon Tyne Widzów: 8574 Sędzia: Martin Fox |
| 26 grudnia 200615:00 | Sebastien Bruno                                                                              | 40:25(21:25) | | Kingston Park, Newcastle upon Tyne Widzów: 8574 Sędzia: Martin Fox |

| 27 grudnia 200617:15 | Bristol                                                     | 16:6(8:6) | Bath                    | Ashton Gate, Bristol Widzów: 21203 Sędzia: Sean Davey |
| 27 grudnia 200617:15 | David Hill 6 (2K) Gareth Llewellyn 5 (P) Lee Robinson 5 (P) | 16:6(8:6) | Olly Barkley 6 (2K)     | Ashton Gate, Bristol Widzów: 21203 Sędzia: Sean Davey |
| 27 grudnia 200617:15 | Mark Regan                                                  | 16:6(8:6) | Lee Mears · Peter Short | Ashton Gate, Bristol Widzów: 21203 Sędzia: Sean Davey |

| 27 grudnia 200619:45 | Saracens                                                              | 38:15(16:15) | Northampton Saints     | Vicarage Road, Watford Widzów: 12082 Sędzia: Dave Pearson |
| 27 grudnia 200619:45 | Census Johnston 5 (P) Glen Jackson 23 (P 3pd 4K) Kameli Ratuvou 5 (P) | 38:15(16:15) | Carlos Spencer 15 (5K) | Vicarage Road, Watford Widzów: 12082 Sędzia: Dave Pearson |
| 27 grudnia 200619:45 | Robbie Kydd                                                           | 38:15(16:15) |                        | Vicarage Road, Watford Widzów: 12082 Sędzia: Dave Pearson |

| 27 grudnia 200620:00 | Worcester Warriors                       | 20:27(12:17) | Harlequins                                                                          | Sixways Stadium, Worcester Widzów: 10797 Sędzia: Chris White |
| 27 grudnia 200620:00 | Gavin Quinnell 5 (P) James Brown 15 (5K) | 20:27(12:17) | Andrew Mehrtens 12 (3pd 2K) David Strettle 5 (P) Mike Brown 5 (P) Simon Keogh 5 (P) | Sixways Stadium, Worcester Widzów: 10797 Sędzia: Chris White |
| 27 grudnia 200620:00 | Olly Kohn                                | 20:27(12:17) |                                                                                     | Sixways Stadium, Worcester Widzów: 10797 Sędzia: Chris White |

| 1 stycznia 200714:45 | Leicester Tigers                                            | 28:15(14:8) | Saracens                                                      | Welford Road, Leicester Widzów: 16815 Sędzia: Chris White |
| 1 stycznia 200714:45 | Alesana Tuilagi 10 (2P) Ben Kay 5 (P) Ian Humphreys 8 (4pd) | 28:15(14:8) | Andy Farrell 5 (pd K) Census Johnston 5 (P) Kevin Yates 5 (P) | Welford Road, Leicester Widzów: 16815 Sędzia: Chris White |
| 1 stycznia 200714:45 | Kevin Yates                                                 | 28:15(14:8) |                                                               | Welford Road, Leicester Widzów: 16815 Sędzia: Chris White |

| 1 stycznia 200715:00 | Bath                                                                               | 30:19(13:9) | London Wasps           | The Recreation Ground, Bath Widzów: 10600 Sędzia: Roy Maybank |
| 1 stycznia 200715:00 | Chris Malone 13 (2pd 3K) Joe Maddock 10 (2P) Olly Barkley 2 (pd) Shaun Berne 5 (P) | 30:19(13:9) | Dave Walder 14 (pd 4K) | The Recreation Ground, Bath Widzów: 10600 Sędzia: Roy Maybank |

| 1 stycznia 200715:00 | Gloucester                                                  | 15:3(5:3) | London Irish         | Kingsholm Stadium, Gloucester Widzów: 12500 Sędzia: Tony Spreadbury |
| 1 stycznia 200715:00 | Iain Balshaw 5 (P) Olly Morgan 5 (P) Willie Walker 5 (pd K) | 15:3(5:3) | Shane Geraghty 3 (K) | Kingsholm Stadium, Gloucester Widzów: 12500 Sędzia: Tony Spreadbury |

| 1 stycznia 200715:00 | Harlequins | 42:15(13:15) | Newcastle Falcons                                      | Twickenham Stoop, Londyn Widzów: 10837 Sędzia: Wayne Barnes |
| 1 stycznia 200715:00 | Adrian Jarvis 4 (2pd) Andrew Mehrtens 13 (2pd dg 2K) Aston Croall 5 (P) David Strettle 15 (3P) Mike Brown 5 (P) | 42:15(13:15) | Russell Winter 5 (P) Toby Flood 5 (pd K) Tom May 5 (P) | Twickenham Stoop, Londyn Widzów: 10837 Sędzia: Wayne Barnes |
| 1 stycznia 200715:00 | Toby Flood | 42:15(13:15) |                                                        | Twickenham Stoop, Londyn Widzów: 10837 Sędzia: Wayne Barnes |

| 1 stycznia 200715:00 | Northampton Saints    | 9:10(6:3) | Worcester Warriors                     | Franklin’s Gardens, Northampton Widzów: 13423 Sędzia: Rob Debney |
| 1 stycznia 200715:00 | Carlos Spencer 9 (3K) | 9:10(6:3) | Drew Hickey 5 (P) Shane Drahm 5 (pd K) | Franklin’s Gardens, Northampton Widzów: 13423 Sędzia: Rob Debney |
| 1 stycznia 200715:00 | Aisea Havili Kaufusi  | 9:10(6:3) |                                        | Franklin’s Gardens, Northampton Widzów: 13423 Sędzia: Rob Debney |

| 1 stycznia 200715:00 | Sale Sharks             | 6:10(3:3) | Bristol                                  | Edgeley Park, Stockport Widzów: 9422 Sędzia: Dave Pearson |
| 1 stycznia 200715:00 | Daniel Larrechea 6 (2K) | 6:10(3:3) | Dan Ward-Smith 5 (P) David Hill 5 (pd K) | Edgeley Park, Stockport Widzów: 9422 Sędzia: Dave Pearson |
| 1 stycznia 200715:00 | Sebastien Bruno         | 6:10(3:3) | Mark Regan                               | Edgeley Park, Stockport Widzów: 9422 Sędzia: Dave Pearson |

| 6 stycznia 200715:00 | Harlequins           | 9:3(6:0) | Bath               | Twickenham Stoop, Londyn Widzów: 10920 Sędzia: Dave Pearson |
| 6 stycznia 200715:00 | Adrian Jarvis 9 (3K) | 9:3(6:0) | Olly Barkley 3 (K) | Twickenham Stoop, Londyn Widzów: 10920 Sędzia: Dave Pearson |
| 6 stycznia 200715:00 | David Barnes         | 9:3(6:0) |                    | Twickenham Stoop, Londyn Widzów: 10920 Sędzia: Dave Pearson |

| 6 stycznia 200717:45 | Sale Sharks                                                                             | 20:19(3:16) | Gloucester                                      | Edgeley Park, Stockport Widzów: 8377 Sędzia: Wayne Barnes |
| 6 stycznia 200717:45 | Chris Bell 5 (P) David Blair 3 (K) Richard Wigglesworth 7 (2pd K) Sebastien Bruno 5 (P) | 20:19(3:16) | James Simpson-Daniel 5 (P) Ryan Lamb 14 (pd 4K) | Edgeley Park, Stockport Widzów: 8377 Sędzia: Wayne Barnes |
| 6 stycznia 200717:45 | Juan Martín Fernández Lobbe                                                             | 20:19(3:16) | Christian Califano                              | Edgeley Park, Stockport Widzów: 8377 Sędzia: Wayne Barnes |

| 7 stycznia 200715:00 | London Wasps                              | 19:14(3:8) | Worcester Warriors                        | Adams Park, High Wycombe Widzów: 7224 Sędzia: Tony Spreadbury |
| 7 stycznia 200715:00 | Alex King 14 (pd 4K) Danny Cipriani 5 (P) | 19:14(3:8) | Kai Horstmann 5 (P) Shane Drahm 9 (dg 2K) | Adams Park, High Wycombe Widzów: 7224 Sędzia: Tony Spreadbury |
| 7 stycznia 200715:00 | Chris Fortey                              | 19:14(3:8) |                                           | Adams Park, High Wycombe Widzów: 7224 Sędzia: Tony Spreadbury |

| 7 stycznia 200715:00 | Newcastle Falcons                          | 31:29(6:16) | Leicester Tigers                                          | Kingston Park, Newcastle upon Tyne Widzów: 7565 Sędzia: Sean Davey |
| 7 stycznia 200715:00 | John Rudd 10 (2P) Toby Flood 21 (P 2pd 4K) | 31:29(6:16) | Andy Goode 21 (P 2pd 4K) Leon Lloyd 5 (P) Sam Vesty 3 (K) | Kingston Park, Newcastle upon Tyne Widzów: 7565 Sędzia: Sean Davey |
| 7 stycznia 200715:00 | Ben Woods                                  | 31:29(6:16) | Jim Hamilton                                              | Kingston Park, Newcastle upon Tyne Widzów: 7565 Sędzia: Sean Davey |

| 26 stycznia 200720:00 | Worcester Warriors | 3:3(3:3) | London Wasps      | Sixways Stadium, Worcester Widzów: 9110 Sędzia: Chris White |
| 26 stycznia 200720:00 | Shane Drahm 3 (K)  | 3:3(3:3) | Dave Walder 3 (K) | Sixways Stadium, Worcester Widzów: 9110 Sędzia: Chris White |
| 26 stycznia 200720:00 | Mark van Gisbergen | 3:3(3:3) |                   | Sixways Stadium, Worcester Widzów: 9110 Sędzia: Chris White |

| 27 stycznia 200714:15 | Bath | 31:23(24:6) | Harlequins                                                   | The Recreation Ground, Bath Widzów: 10600 Sędzia: Rob Debney |
| 27 stycznia 200714:15 | Chris Malone 5 (P) Eliota Fuimaono-Sapolu 5 (P) Joe Maddock 5 (P) Olly Barkley 11 (4pd K) Steve Borthwick 5 (P) | 31:23(24:6) | Adrian Jarvis 13 (2pd 3K) Mike Brown 5 (P) Nick Easter 5 (P) | The Recreation Ground, Bath Widzów: 10600 Sędzia: Rob Debney |
| 27 stycznia 200714:15 | Nick Abendanon                                                                                                  | 31:23(24:6) | Nick Easter · Nick Easter                                    | The Recreation Ground, Bath Widzów: 10600 Sędzia: Rob Debney |

| 27 stycznia 200715:00 | Gloucester | 44:24(27:10) | Sale Sharks                                                                         | Kingsholm Stadium, Gloucester Widzów: 12058 Sędzia: Tony Spreadbury |
| 27 stycznia 200715:00 | Iain Balshaw 5 (P) Ludovic Mercier 9 (3pd K) Marco Bortolami 5 (P) Olivier Azam 5 (P) Olly Morgan 5 (P) Ryan Lamb 15 (P 2pd dg K) | 44:24(27:10) | Ben Foden 5 (P) Chris Mayor 5 (P) Dean Schofield 5 (P) Geraint Rhys Jones 9 (3pd K) | Kingsholm Stadium, Gloucester Widzów: 12058 Sędzia: Tony Spreadbury |

| 27 stycznia 200715:00 | Leicester Tigers | 39:5(20:5) | Newcastle Falcons     | Welford Road, Leicester Widzów: 16815 Sędzia: Wayne Barnes |
| 27 stycznia 200715:00 | Ian Humphreys 2 (pd) Jordan Crane 5 (P) Marcos Ayerza 5 (P) Paul Burke 12 (3pd 2K) Shane Jennings 5 (P) Tom Varndell 10 (2P) | 39:5(20:5) | Anthony Elliott 5 (P) | Welford Road, Leicester Widzów: 16815 Sędzia: Wayne Barnes |
| 27 stycznia 200715:00 | Jason Oakes · Russell Winter                                                                                                 | 39:5(20:5) |                       | Welford Road, Leicester Widzów: 16815 Sędzia: Wayne Barnes |

| 27 stycznia 200717:45 | Northampton Saints                   | 8:14(8:0) | Bristol                                                     | Franklin’s Gardens, Northampton Widzów: 12876 Sędzia: Sean Davey |
| 27 stycznia 200717:45 | Ben Cohen 5 (P) Carlos Spencer 3 (K) | 8:14(8:0) | Alfie Vaeluaga 5 (P) Brian Lima 5 (P) Jason Strange 4 (2pd) | Franklin’s Gardens, Northampton Widzów: 12876 Sędzia: Sean Davey |
| 27 stycznia 200717:45 | Christian Short · Soane Tongaʻuiha   | 8:14(8:0) | Brian Lima · Gareth Llewellyn · Sean Hohneck                | Franklin’s Gardens, Northampton Widzów: 12876 Sędzia: Sean Davey |

| 28 stycznia 200713:30 | Saracens                | 19:8(16:0) | London Irish                           | Vicarage Road, Watford Widzów: 8492 Sędzia: Dave Pearson |
| 28 stycznia 200713:30 | Glen Jackson 14 (pd 4K) | 19:8(16:0) | Delon Armitage 5 (P) Riki Flutey 3 (K) | Vicarage Road, Watford Widzów: 8492 Sędzia: Dave Pearson |
| 28 stycznia 200713:30 | Rodd Penney             | 19:8(16:0) | Nick Kennedy                           | Vicarage Road, Watford Widzów: 8492 Sędzia: Dave Pearson |

| 17 lutego 200714:45 | Worcester Warriors | 6:13(6:10) | Leicester Tigers                          | Sixways Stadium, Worcester Widzów: 9623 Sędzia: David Rose |
| 17 lutego 200714:45 | Shane Drahm 6 (2K) | 6:13(6:10) | Ian Humphreys 8 (pd 2K) Seru Rabeni 5 (P) | Sixways Stadium, Worcester Widzów: 9623 Sędzia: David Rose |
| 17 lutego 200714:45 | Ryan Powell        | 6:13(6:10) | Brett Deacon · Frank Murphy               | Sixways Stadium, Worcester Widzów: 9623 Sędzia: David Rose |

| 17 lutego 200715:00 | London Irish                                                      | 15:7(15:0) | Bath                                     | Madejski Stadium, Reading Widzów: 11480 Sędzia: Wayne Barnes |
| 17 lutego 200715:00 | Sailosi Tagicakibau 5 (P) Shane Geraghty 5 (pd K) Topsy Ojo 5 (P) | 15:7(15:0) | Danny Grewcock 5 (P) Olly Barkley 2 (pd) | Madejski Stadium, Reading Widzów: 11480 Sędzia: Wayne Barnes |
| 17 lutego 200715:00 | Nick Abendanon                                                    | 15:7(15:0) |                                          | Madejski Stadium, Reading Widzów: 11480 Sędzia: Wayne Barnes |

| 17 lutego 200715:00 | Northampton Saints                                      | 15:28(5:7) | Harlequins                                                                               | Franklin’s Gardens, Northampton Widzów: 13466 Sędzia: Dave Pearson |
| 17 lutego 200715:00 | Ben Cohen 5 (P) Bruce Reihana 5 (pd K) Paul Tupai 5 (P) | 15:28(5:7) | Adrian Jarvis 13 (2pd 3K) Andy Gomarsall 5 (P) David Strettle 5 (P) Steve So'oialo 5 (P) | Franklin’s Gardens, Northampton Widzów: 13466 Sędzia: Dave Pearson |
| 17 lutego 200715:00 | Christian Short · Darren Fox                            | 15:28(5:7) | Paul Volley                                                                              | Franklin’s Gardens, Northampton Widzów: 13466 Sędzia: Dave Pearson |

| 18 lutego 200713:30 | London Wasps                                               | 26:18(10:13) | Sale Sharks                                                    | Adams Park, High Wycombe Widzów: 8599 Sędzia: Tony Spreadbury |
| 18 lutego 200713:30 | Alex King 16 (2pd 4K) Jeremy Staunton 5 (P) Tom Rees 5 (P) | 26:18(10:13) | Chris Bell 5 (P) Geraint Rhys Jones 8 (pd 2K) Mark Cueto 5 (P) | Adams Park, High Wycombe Widzów: 8599 Sędzia: Tony Spreadbury |

| 18 lutego 200715:00 | Bristol                                   | 22:21(9:11) | Newcastle Falcons                                        | Memorial Stadium, Bristol Widzów: 11601 Sędzia: Andrew Small |
| 18 lutego 200715:00 | David Hill 9 (3K) Jason Strange 8 (pd 2K) | 22:21(9:11) | Jamie Noon 5 (P) Mathew Tait 5 (P) Toby Flood 11 (pd 3K) | Memorial Stadium, Bristol Widzów: 11601 Sędzia: Andrew Small |
| 18 lutego 200715:00 | Ben Woods · Russell Winter                | 22:21(9:11) |                                                          | Memorial Stadium, Bristol Widzów: 11601 Sędzia: Andrew Small |

| 18 lutego 200715:00 | Saracens                                                        | 24:22(11:13) | Gloucester                                  | Vicarage Road, Watford Widzów: 8452 Sędzia: Rob Debney |
| 18 lutego 200715:00 | Glen Jackson 14 (pd 4K) Kameli Ratuvou 5 (P) Kris Chesney 5 (P) | 24:22(11:13) | Alex Brown 5 (P) Ludovic Mercier 17 (pd 5K) | Vicarage Road, Watford Widzów: 8452 Sędzia: Rob Debney |
| 18 lutego 200715:00 | Fabio Ongaro                                                    | 24:22(11:13) | James Forrester                             | Vicarage Road, Watford Widzów: 8452 Sędzia: Rob Debney |

| 23 lutego 200719:45 | Sale Sharks       | 9:14(6:8) | London Irish                                       | Edgeley Park, Stockport Widzów: 9275 Sędzia: Rob Debney |
| 23 lutego 200719:45 | Lee Thomas 9 (3K) | 9:14(6:8) | Sailosi Tagicakibau 5 (P) Shane Geraghty 9 (dg 2K) | Edgeley Park, Stockport Widzów: 9275 Sędzia: Rob Debney |
| 23 lutego 200719:45 | Dean Schofield    | 9:14(6:8) |                                                    | Edgeley Park, Stockport Widzów: 9275 Sędzia: Rob Debney |

| 23 lutego 200720:00 | Newcastle Falcons | 37:11(16:6) | London Wasps                           | Kingston Park, Newcastle upon Tyne Widzów: 9665 Sędzia: Martin Fox |
| 23 lutego 200720:00 | Jamie Noon 5 (P) Joe McDonnell 5 (P) Loki Crichton 12 (3pd 2K) Mark Mayerhofler 5 (P) Matt Burke 5 (P) Matt Thompson 5 (P) | 37:11(16:6) | Dave Walder 6 (2K) Mark McMillan 5 (P) | Kingston Park, Newcastle upon Tyne Widzów: 9665 Sędzia: Martin Fox |

| 24 lutego 200713:00 | Leicester Tigers     | 9:10(0:3) | Northampton Saints                         | Welford Road, Leicester Widzów: 16815 Sędzia: Sean Davey |
| 24 lutego 200713:00 | Ian Humphreys 9 (3K) | 9:10(0:3) | Mark Robinson 5 (P) Stephen Myler 5 (pd K) | Welford Road, Leicester Widzów: 16815 Sędzia: Sean Davey |

| 24 lutego 200714:15 | Bath                                                         | 20:20(13:14) | Saracens                                                         | The Recreation Ground, Bath Widzów: 10600 Sędzia: Andrew Small |
| 24 lutego 200714:15 | Chris Malone 5 (P) David Bory 5 (P) Olly Barkley 10 (2pd 2K) | 20:20(13:14) | Glen Jackson 10 (2pd 2K) Richard Hill 5 (P) Tomas De Vedia 5 (P) | The Recreation Ground, Bath Widzów: 10600 Sędzia: Andrew Small |

| 24 lutego 200715:00 | Gloucester                                                                                              | 33:19(13:9) | Worcester Warriors                       | Kingsholm Stadium, Gloucester Widzów: 12500 Sędzia: Ashley Rowden |
| 24 lutego 200715:00 | James Bailey 5 (P) Ludovic Mercier 8 (pd 2K) Mark Foster 5 (P) Peter Buxton 5 (P) Ryan Lamb 10 (2pd 2K) | 33:19(13:9) | James Brown 14 (pd dg 3K) Lee Best 5 (P) | Kingsholm Stadium, Gloucester Widzów: 12500 Sędzia: Ashley Rowden |

| 24 lutego 200715:00 | Harlequins            | 15:8(6:8) | Bristol                              | Twickenham Stoop, Londyn Widzów: 11316 Sędzia: David Rose |
| 24 lutego 200715:00 | Adrian Jarvis 15 (5K) | 15:8(6:8) | David Lemi 5 (P) Jason Strange 3 (K) | Twickenham Stoop, Londyn Widzów: 11316 Sędzia: David Rose |
| 24 lutego 200715:00 | Joe El Abd            | 15:8(6:8) |                                      | Twickenham Stoop, Londyn Widzów: 11316 Sędzia: David Rose |

| 3 marca 200715:00 | London Irish                                                                                  | 38:12(24:0) | Newcastle Falcons                                            | Madejski Stadium, Reading Widzów: 10003 Sędzia: Ashley Rowden |
| 3 marca 200715:00 | Robbie Russell 5 (P) Seilala Mapusua 5 (P) Shane Geraghty 23 (2P 5pd K) Tonga Lea'aetoa 5 (P) | 38:12(24:0) | Jonny Wilkinson 2 (pd) Ollie Phillips 5 (P) Toby Flood 5 (P) | Madejski Stadium, Reading Widzów: 10003 Sędzia: Ashley Rowden |
| 3 marca 200715:00 | David Paice                                                                                   | 38:12(24:0) | Joe McDonnell                                                | Madejski Stadium, Reading Widzów: 10003 Sędzia: Ashley Rowden |

| 3 marca 200715:00 | Northampton Saints  | 5:7(5:0) | Gloucester                                      | Franklin’s Gardens, Northampton Widzów: 13529 Sędzia: Wayne Barnes |
| 3 marca 200715:00 | Dylan Hartley 5 (P) | 5:7(5:0) | James Simpson-Daniel 5 (P) Willie Walker 2 (pd) | Franklin’s Gardens, Northampton Widzów: 13529 Sędzia: Wayne Barnes |

| 3 marca 200715:00 | Worcester Warriors                            | 21:15(10:7) | Bath                                                       | Sixways Stadium, Worcester Widzów: 9344 Sędzia: Dave Pearson |
| 3 marca 200715:00 | Shane Drahm 11 (pd 3K) Thinus Delport 10 (2P) | 21:15(10:7) | Chris Malone 5 (P) Olly Barkley 5 (pd K) Shaun Berne 5 (P) | Sixways Stadium, Worcester Widzów: 9344 Sędzia: Dave Pearson |

| 3 marca 200717:15 | Leicester Tigers                                          | 27:22(9:6) | Harlequins                                        | Welford Road, Leicester Widzów: 16815 Sędzia: Chris White |
| 3 marca 200717:15 | Andy Goode 17 (pd 5K) Dan Hipkiss 5 (P) Seru Rabeni 5 (P) | 27:22(9:6) | Adrian Jarvis 17 (pd 5K) Jordan Turner-Hall 5 (P) | Welford Road, Leicester Widzów: 16815 Sędzia: Chris White |
| 3 marca 200717:15 | Mike Brown                                                | 27:22(9:6) |                                                   | Welford Road, Leicester Widzów: 16815 Sędzia: Chris White |

| 4 marca 200715:00 | London Wasps                                                                                            | 28:0(15:0) | Bristol | Adams Park, High Wycombe Widzów: 8393 Sędzia: Roy Maybank |
| 4 marca 200715:00 | Alex King 5 (pd K) David Doherty 5 (P) Eoin Reddan 5 (P) Josh Lewsey 5 (P) Mark van Gisbergen 8 (pd 2K) | 28:0(15:0) |         | Adams Park, High Wycombe Widzów: 8393 Sędzia: Roy Maybank |

| 4 marca 200715:00 | Saracens                                  | 22:9(13:6) | Sale Sharks                                | Vicarage Road, Watford Widzów: 8333 Sędzia: Martin Fox |
| 4 marca 200715:00 | Adam Powell 5 (P) Glen Jackson 17 (pd 5K) | 22:9(13:6) | Geraint Rhys Jones 3 (K) Lee Thomas 6 (2K) | Vicarage Road, Watford Widzów: 8333 Sędzia: Martin Fox |

| 9 marca 200719:45 | Sale Sharks                 | 12:18(9:12) | Worcester Warriors                                              | Edgeley Park, Stockport Widzów: 8376 Sędzia: Ashley Rowden |
| 9 marca 200719:45 | Daniel Larrechea 12 (dg 3K) | 12:18(9:12) | James Brown 8 (pd 2K) Shane Drahm 5 (P) Tevita Taumoepeau 5 (P) | Edgeley Park, Stockport Widzów: 8376 Sędzia: Ashley Rowden |

| 9 marca 200720:00 | Newcastle Falcons                               | 20:14(14:14) | Saracens                               | Kingston Park, Newcastle upon Tyne Widzów: 6368 Sędzia: Rob Debney |
| 9 marca 200720:00 | Geoff Parling 5 (P) Loki Crichton 15 (P 2pd 2K) | 20:14(14:14) | Glen Jackson 9 (3K) Paul Gustard 5 (P) | Kingston Park, Newcastle upon Tyne Widzów: 6368 Sędzia: Rob Debney |
| 9 marca 200720:00 | Census Johnston                                 | 20:14(14:14) |                                        | Kingston Park, Newcastle upon Tyne Widzów: 6368 Sędzia: Rob Debney |

| 10 marca 200714:15 | Bath                                                           | 22:17(16:0) | Northampton Saints                                               | The Recreation Ground, Bath Widzów: 10600 Sędzia: Roy Maybank |
| 10 marca 200714:15 | Danny Grewcock 5 (P) Nick Abendanon 5 (P) Olly Barkley 12 (4K) | 22:17(16:0) | Mark Robinson 5 (P) Matthieu Bourret 7 (2pd K) Robbie Kydd 5 (P) | The Recreation Ground, Bath Widzów: 10600 Sędzia: Roy Maybank |
| 10 marca 200714:15 | Christian Labit                                                | 22:17(16:0) |                                                                  | The Recreation Ground, Bath Widzów: 10600 Sędzia: Roy Maybank |

| 10 marca 200715:00 | Bristol                               | 7:12(7:6) | London Irish                            | Memorial Stadium, Bristol Widzów: 8593 Sędzia: Tony Spreadbury |
| 10 marca 200715:00 | David Lemi 5 (P) Jason Strange 2 (pd) | 7:12(7:6) | Barry Everitt 6 (2K) Riki Flutey 6 (2K) | Memorial Stadium, Bristol Widzów: 8593 Sędzia: Tony Spreadbury |
| 10 marca 200715:00 | Lee Robinson                          | 7:12(7:6) | Delon Armitage                          | Memorial Stadium, Bristol Widzów: 8593 Sędzia: Tony Spreadbury |

| 10 marca 200715:00 | Harlequins                                 | 16:23(13:3) | London Wasps                                                          | Twickenham Stoop, Londyn Widzów: 12700 Sędzia: Martin Fox |
| 10 marca 200715:00 | Adrian Jarvis 11 (pd 3K) Simon Keogh 5 (P) | 16:23(13:3) | Chris Bishay 5 (P) James Haskell 5 (P) Mark van Gisbergen 13 (2pd 3K) | Twickenham Stoop, Londyn Widzów: 12700 Sędzia: Martin Fox |
| 10 marca 200715:00 | Stuart Abbott                              | 16:23(13:3) | Ayoola Erinle                                                         | Twickenham Stoop, Londyn Widzów: 12700 Sędzia: Martin Fox |

| 11 marca 200713:00 | Gloucester                                                   | 28:24(11:19) | Leicester Tigers                                                                      | Kingsholm Stadium, Gloucester Widzów: 12000 Sędzia: Sean Davey |
| 11 marca 200713:00 | Andy Hazell 5 (P) Peter Richards 5 (P) Willie Walker 18 (6K) | 28:24(11:19) | Alesana Tuilagi 10 (2P) Geordan Murphy 5 (P) Ian Humphreys 4 (2pd) Tom Varndell 5 (P) | Kingsholm Stadium, Gloucester Widzów: 12000 Sędzia: Sean Davey |
| 11 marca 200713:00 | Anthony Allen                                                | 28:24(11:19) |                                                                                       | Kingsholm Stadium, Gloucester Widzów: 12000 Sędzia: Sean Davey |

| 16 marca 200720:00 | Worcester Warriors                                             | 23:21(6:21) | Newcastle Falcons                                           | Sixways Stadium, Worcester Widzów: 9827 Sędzia: Martin Fox |
| 16 marca 200720:00 | Aleki Lutui 10 (2P) Gavin Quinnell 5 (P) Shane Drahm 8 (pd 2K) | 23:21(6:21) | Ben Woods 10 (2P) Loki Crichton 6 (3pd) Matt Thompson 5 (P) | Sixways Stadium, Worcester Widzów: 9827 Sędzia: Martin Fox |

| 17 marca 200714:45 | Leicester Tigers                                                                               | 29:25(19:10) | Bath                                                         | Welford Road, Leicester Widzów: 16815 Sędzia: Wayne Barnes |
| 17 marca 200714:45 | Andy Goode 9 (3pd K) Daryl Gibson 5 (P) Johne Murphy 5 (P) Leon Lloyd 5 (P) Tom Varndell 5 (P) | 29:25(19:10) | Joe Maddock 5 (P) Olly Barkley 17 (pd 5K) Shaun Berne 3 (dg) | Welford Road, Leicester Widzów: 16815 Sędzia: Wayne Barnes |
| 17 marca 200714:45 | Alesana Tuilagi · Henry Tuilagi · Tom Varndell                                                 | 29:25(19:10) |                                                              | Welford Road, Leicester Widzów: 16815 Sędzia: Wayne Barnes |

| 17 marca 200715:00 | Gloucester                                                                                           | 34:25(24:8) | Harlequins | Kingsholm Stadium, Gloucester Widzów: 10391 Sędzia: Dave Pearson |
| 17 marca 200715:00 | James Bailey 5 (P) James Forrester 5 (P) Mark Foster 5 (P) Nick Wood 5 (P) Willie Walker 14 (4pd 2K) | 34:25(24:8) | Adrian Jarvis 3 (K) Andrew Mehrtens 2 (pd) Mike Brown 5 (P) Simon Keogh 5 (P) Tani Fuga 5 (P) Tom Williams 5 (P) | Kingsholm Stadium, Gloucester Widzów: 10391 Sędzia: Dave Pearson |
| 17 marca 200715:00 | Tani Fuga                                                                                            | 34:25(24:8) | | Kingsholm Stadium, Gloucester Widzów: 10391 Sędzia: Dave Pearson |

| 17 marca 200715:00 | Northampton Saints                                           | 18:18(15:8) | Sale Sharks                                                                           | Franklin’s Gardens, Northampton Widzów: 13265 Sędzia: Chris White |
| 17 marca 200715:00 | Ben Cohen 5 (P) Carlos Spencer 5 (P) Stephen Myler 8 (pd 2K) | 18:18(15:8) | Chris Bell 5 (P) Daniel Larrechea 3 (K) Lee Thomas 5 (pd K) Oriol Ripol Fortuny 5 (P) | Franklin’s Gardens, Northampton Widzów: 13265 Sędzia: Chris White |
| 17 marca 200715:00 | Andrew Sheridan                                              | 18:18(15:8) |                                                                                       | Franklin’s Gardens, Northampton Widzów: 13265 Sędzia: Chris White |

| 18 marca 200714:00 | London Irish                                              | 16:13(10:3) | London Wasps                                    | Madejski Stadium, Reading Widzów: 22648 Sędzia: Rob Debney |
| 18 marca 200714:00 | Barry Everitt 5 (pd K) Riki Flutey 6 (2K) Topsy Ojo 5 (P) | 16:13(10:3) | Chris Bishay 5 (P) Mark van Gisbergen 8 (pd 2K) | Madejski Stadium, Reading Widzów: 22648 Sędzia: Rob Debney |
| 18 marca 200714:00 | Johnny O’Connor                                           | 16:13(10:3) |                                                 | Madejski Stadium, Reading Widzów: 22648 Sędzia: Rob Debney |

| 18 marca 200715:00 | Saracens                                                                                   | 36:5(26:0) | Bristol           | Vicarage Road, Watford Widzów: 7737 Sędzia: Sean Davey |
| 18 marca 200715:00 | Glen Jackson 16 (2pd 4K) Kameli Ratuvou 10 (2P) Kevin Yates 5 (P) Thomas Castaignede 5 (P) | 36:5(26:0) | Alex Clarke 5 (P) | Vicarage Road, Watford Widzów: 7737 Sędzia: Sean Davey |

| 23 marca 200720:00 | London Irish            | 7:22(0:17) | Saracens                                                                                 | Madejski Stadium, Reading Widzów: 8738 Sędzia: Chris White |
| 23 marca 200720:00 | Delon Armitage 7 (P pd) | 7:22(0:17) | Glen Jackson 7 (P pd) Kameli Ratuvou 5 (P) Thomas Castaignede 5 (P) Tomas De Vedia 5 (P) | Madejski Stadium, Reading Widzów: 8738 Sędzia: Chris White |

| 24 marca 200716:30 | Gloucester                                                                    | 24:18(7:12) | Newcastle Falcons                            | Kingsholm Stadium, Gloucester Widzów: 12500 Sędzia: Sean Davey |
| 24 marca 200716:30 | Jake Boer 5 (P) James Forrester 5 (P) Ryan Lamb 5 (P) Willie Walker 9 (3pd K) | 24:18(7:12) | Jamie Noon 10 (2P) Jonny Wilkinson 8 (pd 2K) | Kingsholm Stadium, Gloucester Widzów: 12500 Sędzia: Sean Davey |
| 24 marca 200716:30 | Carlos Nieto                                                                  | 24:18(7:12) |                                              | Kingsholm Stadium, Gloucester Widzów: 12500 Sędzia: Sean Davey |

| 25 marca 200715:00 | Bristol                                                                                        | 31:19(16:5) | Northampton Saints                                                                                | Memorial Stadium, Bristol Widzów: 9553 Sędzia: David Rose |
| 25 marca 200715:00 | Danny Gray 13 (2pd 3K) Dave Hilton 5 (P) David Lemi 3 (dg) Rob Higgitt 5 (P) Roy Winters 5 (P) | 31:19(16:5) | Ben Cohen 5 (P) Carlos Spencer 2 (pd) Matías Cortese 5 (P) Sean Lamont 5 (P) Stephen Myler 2 (pd) | Memorial Stadium, Bristol Widzów: 9553 Sędzia: David Rose |

| 6 kwietnia 200719:45 | Sale Sharks                                      | 25:26(12:13) | Leicester Tigers                                                             | Edgeley Park, Stockport Widzów: 10037 Sędzia: Tony Spreadbury |
| 6 kwietnia 200719:45 | Geraint Rhys Jones 2 (pd) Lee Thomas 18 (2dg 4K) | 25:26(12:13) | Ian Humphreys 3 (K) Luke Abraham 5 (P) Sam Vesty 13 (2pd 3K) Tom Croft 5 (P) | Edgeley Park, Stockport Widzów: 10037 Sędzia: Tony Spreadbury |
| 6 kwietnia 200719:45 | Dan Hipkiss                                      | 25:26(12:13) |                                                                              | Edgeley Park, Stockport Widzów: 10037 Sędzia: Tony Spreadbury |

| 7 kwietnia 200714:15 | Bath                 | 21:21(9:15) | Gloucester                                               | The Recreation Ground, Bath Widzów: 10600 Sędzia: Dave Pearson |
| 7 kwietnia 200714:15 | Olly Barkley 21 (7K) | 21:21(9:15) | James Bailey 5 (P) Ryan Lamb 11 (pd 3K) Will James 5 (P) | The Recreation Ground, Bath Widzów: 10600 Sędzia: Dave Pearson |
| 7 kwietnia 200714:15 | Zak Feauʻnati        | 21:21(9:15) | Marco Bortolami                                          | The Recreation Ground, Bath Widzów: 10600 Sędzia: Dave Pearson |

| 7 kwietnia 200714:45 | Bristol                                                | 22:17(12:17) | Worcester Warriors                                           | Memorial Stadium, Bristol Widzów: 8516 Sędzia: Wayne Barnes |
| 7 kwietnia 200714:45 | Danny Gray 7 (2pd dg) David Lemi 10 (2P) Sam Cox 5 (P) | 22:17(12:17) | Mark Tucker 5 (P) Shane Drahm 7 (2pd K) Thinus Delport 5 (P) | Memorial Stadium, Bristol Widzów: 8516 Sędzia: Wayne Barnes |
| 7 kwietnia 200714:45 | Joe El Abd                                             | 22:17(12:17) | Craig Gillies                                                | Memorial Stadium, Bristol Widzów: 8516 Sędzia: Wayne Barnes |

| 7 kwietnia 200715:00 | Harlequins                                                                                            | 34:17(20:10) | London Irish                                                                  | Twickenham Stoop, Londyn Widzów: 12600 Sędzia: David Rose |
| 7 kwietnia 200715:00 | Andrew Mehrtens 14 (4pd 2K) David Strettle 5 (P) Jim Evans 5 (P) Mike Brown 5 (P) Stuart Abbott 5 (P) | 34:17(20:10) | Barry Everitt 5 (pd K) Kieran Roche 5 (P) Nils Mordt 2 (pd) Riki Flutey 5 (P) | Twickenham Stoop, Londyn Widzów: 12600 Sędzia: David Rose |
| 7 kwietnia 200715:00 | Jim Evans                                                                                             | 34:17(20:10) |                                                                               | Twickenham Stoop, Londyn Widzów: 12600 Sędzia: David Rose |

| 8 kwietnia 200715:00 | London Wasps                                                                              | 27:26(6:13) | Saracens                                                                                 | Adams Park, High Wycombe Widzów: 10000 Sędzia: Sean Davey |
| 8 kwietnia 200715:00 | Danny Cipriani 5 (P) Dave Walder 8 (pd 2K) Eoin Reddan 10 (2P) Mark van Gisbergen 4 (2pd) | 27:26(6:13) | Census Johnston 5 (P) Glen Jackson 11 (pd 3K) Rodd Penney 5 (P) Thomas Castaignede 5 (P) | Adams Park, High Wycombe Widzów: 10000 Sędzia: Sean Davey |

| 8 kwietnia 200715:00 | Newcastle Falcons                           | 16:7(13:0) | Northampton Saints                          | Kingston Park, Newcastle upon Tyne Widzów: 10200 Sędzia: Chris White |
| 8 kwietnia 200715:00 | Jonny Wilkinson 11 (pd 3K) Toby Flood 5 (P) | 16:7(13:0) | Carlos Spencer 2 (pd) Christian Labit 5 (P) | Kingston Park, Newcastle upon Tyne Widzów: 10200 Sędzia: Chris White |

| 13 kwietnia 200719:45 | Sale Sharks                                                                                       | 25:23(13:9) | Bath                                                          | Edgeley Park, Stockport Widzów: 10641 Sędzia: Wayne Barnes |
| 13 kwietnia 200719:45 | Jason Robinson 5 (P) Juan Martín Fernández Lobbe 5 (P) Lee Thomas 10 (2pd 2K) Selorm Kuadey 5 (P) | 25:23(13:9) | David Barnes 5 (P) Nick Walshe 5 (P) Olly Barkley 13 (2pd 3K) | Edgeley Park, Stockport Widzów: 10641 Sędzia: Wayne Barnes |
| 13 kwietnia 200719:45 | Eliota Fuimaono-Sapolu                                                                            | 25:23(13:9) |                                                               | Edgeley Park, Stockport Widzów: 10641 Sędzia: Wayne Barnes |

| 13 kwietnia 200720:00 | Newcastle Falcons                              | 19:12(13:9) | Gloucester                           | Kingston Park, Newcastle upon Tyne Widzów: 7016 Sędzia: Tony Spreadbury |
| 13 kwietnia 200720:00 | Jonny Wilkinson 8 (pd 2K) Toby Flood 11 (P 2K) | 19:12(13:9) | Ryan Lamb 9 (3K) Willie Walker 3 (K) | Kingston Park, Newcastle upon Tyne Widzów: 7016 Sędzia: Tony Spreadbury |

| 15 kwietnia 200712:15 | London Wasps                                                                                | 35:29(10:12) | Northampton Saints                                                                       | Adams Park, High Wycombe Widzów: 8053 Sędzia: Dave Pearson |
| 15 kwietnia 200712:15 | Danny Cipriani 5 (P) Fraser Waters 5 (P) Mark van Gisbergen 15 (3pd 3K) Paul Sackey 10 (2P) | 35:29(10:12) | Bruce Reihana 16 (2pd 4K) Carlos Spencer 3 (K) Christian Labit 5 (P) Dylan Hartley 5 (P) | Adams Park, High Wycombe Widzów: 8053 Sędzia: Dave Pearson |
| 15 kwietnia 200712:15 | Josh Lewsey                                                                                 | 35:29(10:12) | Ben Cohen                                                                                | Adams Park, High Wycombe Widzów: 8053 Sędzia: Dave Pearson |

| 15 kwietnia 200715:00 | London Irish                                                                        | 26:16(12:10) | Worcester Warriors                       | Madejski Stadium, Reading Widzów: 10862 Sędzia: Sean Davey |
| 15 kwietnia 200715:00 | Bob Casey 5 (P) Nils Mordt 6 (3pd) Robbie Russell 5 (P) Sailosi Tagicakibau 10 (2P) | 26:16(12:10) | Matt Powell 5 (P) Shane Drahm 11 (pd 3K) | Madejski Stadium, Reading Widzów: 10862 Sędzia: Sean Davey |

| 15 kwietnia 200715:00 | Saracens                                                                                    | 33:19(14:12) | Harlequins                                                                  | Vicarage Road, Watford Widzów: 12553 Sędzia: Chris White |
| 15 kwietnia 200715:00 | Dan Scarbrough 5 (P) Glen Jackson 18 (P 2pd 3K) Kris Chesney 5 (P) Thomas Castaignede 5 (P) | 33:19(14:12) | Andrew Mehrtens 4 (2pd) Mel Deane 5 (P) Mike Brown 5 (P) Tom Williams 5 (P) | Vicarage Road, Watford Widzów: 12553 Sędzia: Chris White |

| 24 kwietnia 200719:45 | Bristol                                                       | 30:13(16:10) | Leicester Tigers                          | Ashton Gate, Bristol Widzów: 12495 Sędzia: Wayne Barnes |
| 24 kwietnia 200719:45 | Danny Gray 20 (pd 6K) Roy Winters 5 (P) Scott Linklater 5 (P) | 30:13(16:10) | Ian Humphreys 8 (pd 2K) Ollie Smith 5 (P) | Ashton Gate, Bristol Widzów: 12495 Sędzia: Wayne Barnes |
| 24 kwietnia 200719:45 | Andrew Blowers · Joe El Abd                                   | 30:13(16:10) |                                           | Ashton Gate, Bristol Widzów: 12495 Sędzia: Wayne Barnes |

| 28 kwietnia 200715:05 | Gloucester                                                                      | 35:13(21:8) | Bristol                                            | Ashton Gate, Bristol Widzów: 15852 Sędzia: Sean Davey |
| 28 kwietnia 200715:05 | Andy Hazell 5 (P) Jake Boer 5 (P) Mark Foster 5 (P) Willie Walker 20 (P 3pd 3K) | 35:13(21:8) | Brian Lima 5 (P) David Hill 3 (K) David Lemi 5 (P) | Ashton Gate, Bristol Widzów: 15852 Sędzia: Sean Davey |

| 28 kwietnia 200715:05 | Leicester Tigers                                                                                  | 40:26(19:14) | London Wasps                                                                                             | Welford Road, Leicester Widzów: 17418 Sędzia: Wayne Barnes |
| 28 kwietnia 200715:05 | Alesana Tuilagi 5 (P) Andy Goode 18 (3pd 4K) Dan Hipkiss 5 (P) Lewis Moody 5 (P) Sam Vesty 2 (pd) | 40:26(19:14) | Ayoola Erinle 5 (P) Dave Walder 2 (pd) James Haskell 5 (P) Mark McMillan 5 (P) Mark van Gisbergen 9 (3K) | Welford Road, Leicester Widzów: 17418 Sędzia: Wayne Barnes |
| 28 kwietnia 200715:05 | Lewis Moody                                                                                       | 40:26(19:14) | Eoin Reddan · Peter Bracken                                                                              | Welford Road, Leicester Widzów: 17418 Sędzia: Wayne Barnes |

| 28 kwietnia 200715:05 | Harlequins                                                                             | 49:0(23:0) | Sale Sharks | Twickenham Stoop, Londyn Widzów: 12680 Sędzia: David Rose |
| 28 kwietnia 200715:05 | Andrew Mehrtens 24 (P 5pd dg 2K) Ceri Jones 10 (2P) Mel Deane 5 (P) Mike Brown 10 (2P) | 49:0(23:0) |             | Twickenham Stoop, Londyn Widzów: 12680 Sędzia: David Rose |

| 28 kwietnia 200715:05 | Newcastle Falcons                                    | 12:20(0:12) | Bath                                                                        | Kingston Park, Newcastle upon Tyne Widzów: 9118 Sędzia: Rob Debney |
| 28 kwietnia 200715:05 | Andy Buist 5 (P) Mathew Tait 5 (P) Toby Flood 2 (pd) | 12:20(0:12) | David Bory 5 (P) Olly Barkley 2 (pd) Peter Short 5 (P) Shaun Berne 8 (P dg) | Kingston Park, Newcastle upon Tyne Widzów: 9118 Sędzia: Rob Debney |

| 28 kwietnia 200715:05 | Northampton Saints                                                | 27:22(10:12) | London Irish                                                                     | Franklin’s Gardens, Northampton Widzów: 13538 Sędzia: Chris White |
| 28 kwietnia 200715:05 | Bruce Reihana 17 (P 3pd 2K) Mark Robinson 5 (P) Sean Lamont 5 (P) | 27:22(10:12) | Justin Bishop 2 (pd) Nils Mordt 5 (pd K) Seilala Mapusua 10 (2P) Topsy Ojo 5 (P) | Franklin’s Gardens, Northampton Widzów: 13538 Sędzia: Chris White |

| 28 kwietnia 200715:05 | Worcester Warriors                                                              | 22:7(14:7) | Saracens                                 | Sixways Stadium, Worcester Widzów: 10197 Sędzia: Dave Pearson |
| 28 kwietnia 200715:05 | Aleki Lutui 5 (P) Dale Rasmussen 5 (P) Drew Hickey 5 (P) Shane Drahm 7 (2pd dg) | 22:7(14:7) | Andy Farrell 2 (pd) Dan Scarbrough 5 (P) | Sixways Stadium, Worcester Widzów: 10197 Sędzia: Dave Pearson |
| 28 kwietnia 200715:05 | Kevin Yates                                                                     | 22:7(14:7) |                                          | Sixways Stadium, Worcester Widzów: 10197 Sędzia: Dave Pearson |

## Faza pucharowa
|  |                  |                  |                  |                  |    |            |            |       |
|  | Półfinał         | Półfinał         | Półfinał         |                  |    | Finał      | Finał      | Finał |
|  | Półfinał         | Półfinał         | Półfinał         |                  |    | Finał      | Finał      | Finał |
|  | 05 maja 2007     |                  |                  |                  |    |            |            |       |
|  |                  |                  |                  |                  |    |            |            |       |
|  | Gloucester       | Gloucester       | 50               |                  |    |            |            |       |
|  | Gloucester       | Gloucester       | 50               | 12 maja 2007     |    |            |            |       |
|  | Saracens         | Saracens         | 9                |                  |    |            |            |       |
|  | Saracens         | Saracens         | 9                |                  |    | Gloucester | Gloucester | 16    |
|  | 05 maja 2007     |                  |                  |                  |    | Gloucester | Gloucester | 16    |
|  |                  |                  | Leicester Tigers | Leicester Tigers | 44 |            |            |       |
|  | Leicester Tigers | Leicester Tigers | Leicester Tigers | Leicester Tigers | 44 | 26         |            |       |
|  | Leicester Tigers | Leicester Tigers |                  |                  |    |            |            |       |
|  | Bristol          | Bristol          | 14               |                  |    |            |            |       |
|  | Bristol          | Bristol          | 14               |                  |    |            |            |       |

| 5 maja 200713:00 | Gloucester | 50:9(14:3) | Saracens            | Kingsholm Stadium, Gloucester Widzów: 9300 Sędzia: Wayne Barnes |
| 5 maja 200713:00 | Andy Hazell 5 (P) Anthony Allen 5 (P) Christian Califano 5 (P) Luke Narraway 5 (P) Mark Foster 5 (P) Peter Richards 5 (P) Willie Walker 15 (6pd K) | 50:9(14:3) | Glen Jackson 9 (3K) | Kingsholm Stadium, Gloucester Widzów: 9300 Sędzia: Wayne Barnes |
| 5 maja 200713:00 | Kameli Ratuvou | 50:9(14:3) |                     | Kingsholm Stadium, Gloucester Widzów: 9300 Sędzia: Wayne Barnes |

| 5 maja 200717:30 | Leicester Tigers                                              | 26:14(20:9) | Bristol                         | Welford Road, Leicester Widzów: 10675 Sędzia: Chris White |
| 5 maja 200717:30 | Andy Goode 16 (2pd 4K) Geordan Murphy 5 (P) Harry Ellis 5 (P) | 26:14(20:9) | Danny Gray 9 (3K) Sam Cox 5 (P) | Welford Road, Leicester Widzów: 10675 Sędzia: Chris White |
| 5 maja 200717:30 | Alesana Tuilagi                                               | 26:14(20:9) | Joe El Abd                      | Welford Road, Leicester Widzów: 10675 Sędzia: Chris White |

| 12 maja 200714:30 | Gloucester                               | 16:44(6:22) | Leicester Tigers | Twickenham Stadium Londyn Widzów: 59400 Sędzia: Dave Pearson |
| 12 maja 200714:30 | Ryan Lamb 5 (P) Willie Walker 11 (pd 3K) | 16:44(6:22) | Alesana Tuilagi 10 (2P) Andy Goode 14 (P 3pd K) Frank Murphy 5 (P) Lewis Moody 5 (P) Martin Corry 5 (P) Shane Jennings 5 (P) | Twickenham Stadium Londyn Widzów: 59400 Sędzia: Dave Pearson |